# Syedra
Koordinaten: 36° 26′ N, 32° 9′ O

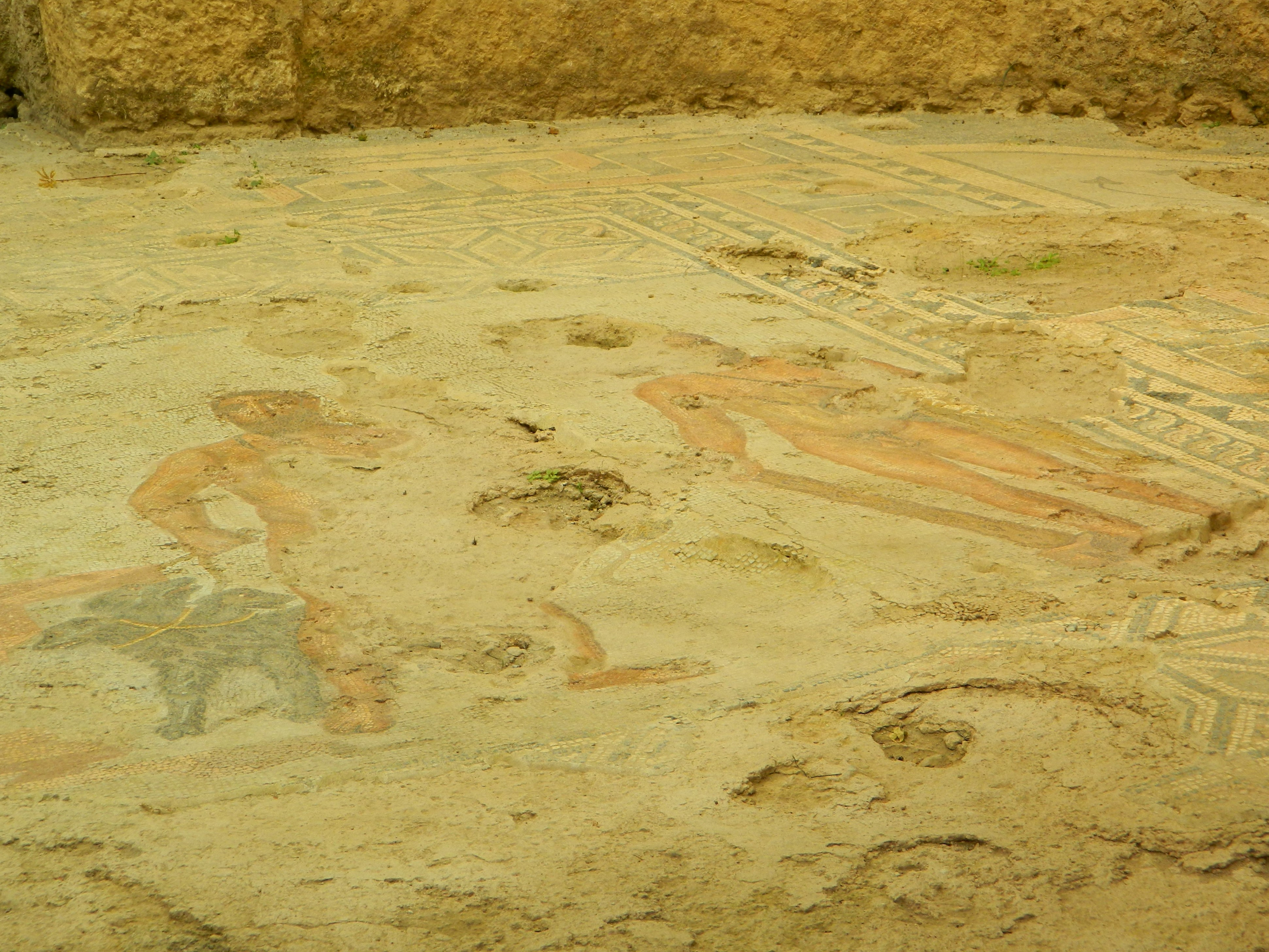
Antik Mosaik in Syedra, gefunden (2022)

Syedra (griechisch: Σύεδρα) war eine antike Stadt im „Rauhen“ Kilikien (Kilikia Tracheia) an der Südküste Kleinasiens, 18 Kilometer südöstlich von Alanya, 24 Kilometer nordwestlich von Selinus, dem heutigen Gazipaşa in der Türkei; heute Asar Tepe.
In der Mitte des 1. Jahrhunderts v. Chr. erstmals literarisch erwähnt und zu Kilikien gerechnet, gehört Syedra nach einer Phase unklarer Herrschaftsverhältnisse spätestens seit Tiberius zur Provinz Pamphylia.
Die Ruinen der Stadt liegen auf einer hohen Bergkuppe über der Küste. Die Architektur besteht aus Bruchsteinmauerwerk, das ehemals wohl mit Kalkputz verdeckt war. Auf den Felsterrassen sind die Bauten an teilweise engen hangparallelen bzw. Treppengassen gestaffelt.
Im Zentrum findet sich eine hangparallele Kolonnadenstraße mit Granitsäulen. Zu den öffentlichen Bauten zählt eine Profan-Basilika und eine Thermenanlage, ferner eine natürliche Felshöhle, die als Quellhaus gefasst wurde. Daraus gespeist wurden mehrere große Zisternen. Zu sehen sind auch Reste von spätantiken Befestigungsmauern. Bisher ist nur eine frühbyzantinische Kirche nachgewiesen, mit einer mittelbyzantinischen Kleinkirche als Nachnutzung. Südwestlich der Stadt befindet sich die kaiserzeitliche Nekropole.